# Trita Áptja
Trita Áptja je védské božstvo. Jelikož podobně jako Indra bojuje s trojhlavým démonickým monstrem známým jako Vrtra, Triširas či Višvarúpa, a zdá se být téměř jeho dvojníkem a bývá tak vykládán jako jeho pomocník nebo jako starší božstvo ve funkci protivníka démonů nahrazené Indrou. Jméno Trita znamená „třetí“, zatímco Áptja vyjadřuje příslušnost k rodu Áptjů „vodních“ - nejspíše spojených s božskými Ápah „Vodami“. Není mu věnován žádný rgvédský hymnus, ale je čtyřicetkrát zmiňován v dvaceti devíti hymnech. Kromě Indry je spojen či identifikován s Agnim nebo doprovázen Maruty či Sómou.
Tritovy skutky jsou zmiňovány v několika rgvédských hymnech, například:
- byl uvězněn ve studni a po modlitbě k bohům byl vysvobozen mocí Brhaspatiho (1.105)
- pomoc Indrovi s poražením Valy (1.52, přemožení Vrtry (1.181), Trita pomáhá Indrovi s poražením Vrtry, sám posilován Maruty (8.7), přemožení Triširase na Indrův popud (10.8), Tritovi je Indrou přiveden dobytek patřící nespecifikovanému drakovi (10.48), Trita je oslavován pro zabití kance, zatímco Indra pro zabití Triširase (10.99)
- Indra poráží Višvarúpu posilněn sómem lisovaným Tritou, Trita je též zmiňován jako přemožitel Višvarúpy,  (2.11), Trita pil společně pil sómu s Indrou a Manuem zvaným Vivasván (8.96)
- Trita ozařuje stezku Marutů  a bere je do svého vozu (2.34), Trita hřmí když se Marutové vydávají na výpravu (5.54)
- Agniho plameny vzplanou když je Trita na nebesích rozfouká jako hutník (5.9)

Šatapathabráhmana vypráví jak se Trita, společně se svými bratry Ekatou „Prvním“ a Dvitou „Druhým“, zrodil když Agni, bůh ohně, plivl na Ápah „Vody“. Poté, co Trita zabil Višvarúpu stal se vinným zabitím bráhmana a musel se očistit obětí.

## Hypotézy
Arthur MacDonnel považuje Tritu za původní božstvo blesku a nebeskou formu Agniho, které bylo později nahrazeno Indrou. Kvůli jeho spojení se Sómou jej považuje za staršího protagonistu mýtu o tom jak připravil Indra démona Kršánua o sóm a přinesl jej bohům a lidem. Jaan Puhvel přirovnává souboj bratrů Áptjů s trojhlavým Višvarúpou, následovaném rituálním očištěním od hříchu, k římskému podání o boji třech bratrů Horatiů s trojicí Curatiů, po kterém přeživší Horatius zabil svou sestru, měl být popraven, ale nakonec byl osvobozen lidovým shromážděním.

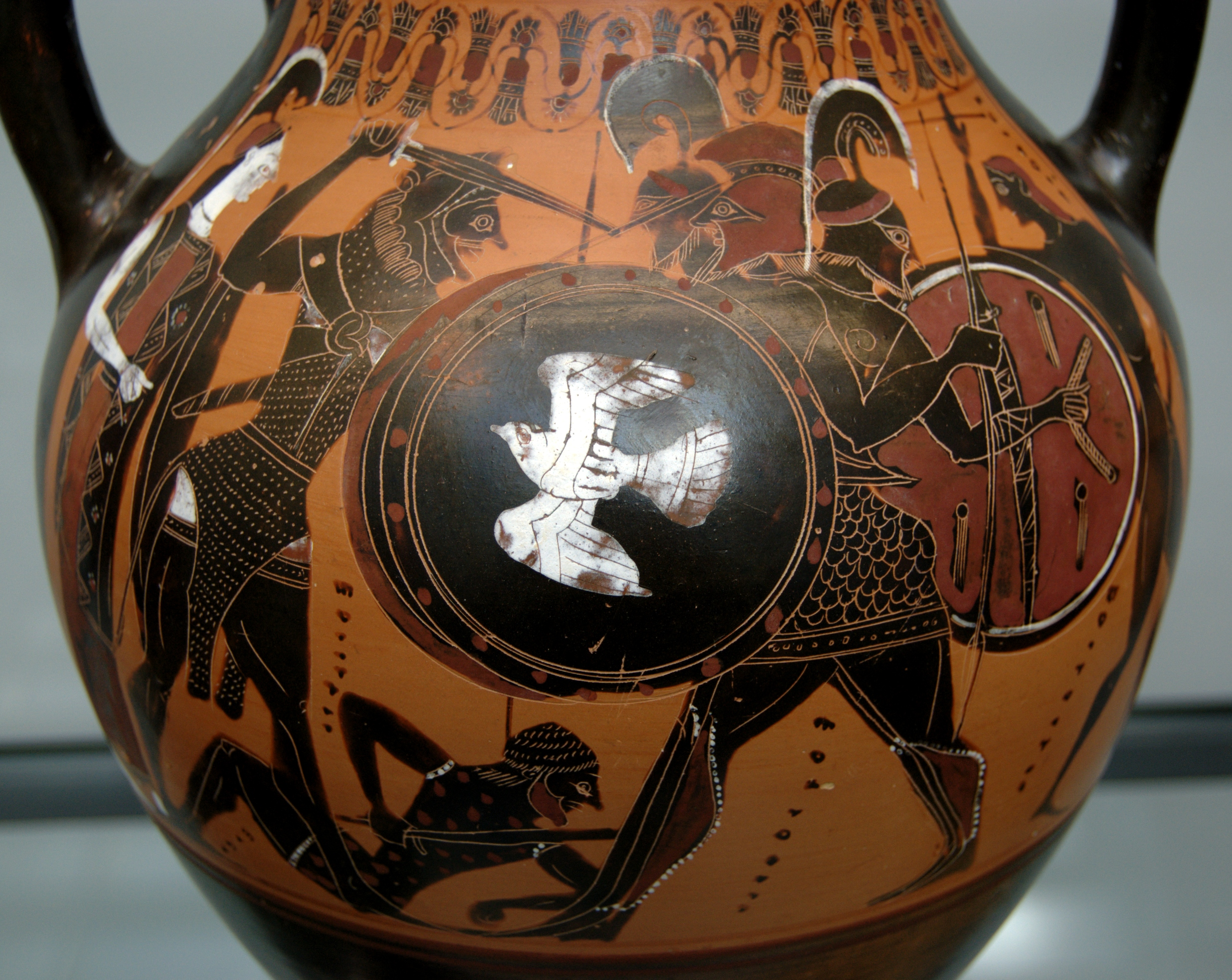
Héraklés, podporován Athénou, bojuje s Géryonem na attické amfoře, cca 540 př. n. l.

Roger D. Woodard spojil Tritu s římským Semem Sancem, ztotožněným s řeckým Héraklem, který je taktéž spojen s vodami, konkrétně deštěm. Semus naleží do skupiny božstev zvaných Semones, která doprovází Marta podobně jako jsou Trita a Indra doprovázeni Maruty. Semones-Héraklés se po porážce trojhlavého Géryona utkal s dalším trojhlavcem – Cacem, který ukradl jeho stáda. Stejně jako je Triširas Višvarúpa synem božského řemeslníka Tvaštra tak Cacus je synem Vulcana, božského kováře. Motiv hrdiny či poloboha zabíjejícího monstrum s podporou božstva, který je shledáván ve vztahu Trity a Indry, se objevuje taktéž v perské tradici kde je Thraétaona podporován Verethragnou nebo na jedné řecké amfoře kde Athéna stojí za Héraklem čelícímu Géryonovi jako jeho božská podpora.
V zarathuštrické Avestě se objevují tři postavy spřízněné svým jménem s Tritou Áptjou: Thraétaona, Thrita a Áthvja. Thraétaona je hrdinou který porazil tříhlavého draka Aži Dáhaku, který má též schopnosti léčitele, Áthvja je otcem Thraétaony, Thrita je otcem Keresáspy, hrdiny a léčitelem. Podle Jaana Puhvela byli Thraétaona, Áthvja  a Thrita původně jednou postavou s jménem Thritha Áptja. Bruce Lincoln nabízí výklad jména Thraétaona jako patronyma z jména Thritha, zatímco Mary Boyce že Thraétaona a Thritha byli bratři, ale poté co první zastínil druhého získal kromě své původní válečnické funkce i funkci léčitelskou. Zmínku o společném pití sómu Tritou, Indrou a Manuem Vivasvánem lze srovnat s  pojetím uvedeným v 9. jasně Avesty podle které byl prvním člověkem který lisoval haomu, védský sóm, Vívahvant, druhým Áthvja a třetím Thrita. Zmínku o společném pití sómu Tritou, Indrou a Manuem Vivasvánem lze srovnat s  zarathuštrickým pojetím uvedeným v 9. jasně Avesty podle které byl prvním člověkem který připravoval haomu, védský sóm, Vívahvant, druhým Áthvja a třetím Thrita.